# Beloveža
Beloveža (rusiń. Біловежа, Biłoweża) – wieś gminna (obec) na Słowacji w kraju preszowskim, powiecie Bardejów. Beloveža położona jest w historycznym kraju Szarysz na szlaku handlowym z Węgier do Polski. Pierwsze wzmianki o wsi pochodzą z roku 1355. Według spisu ludności z 2011 roku Beloveža liczyła 829 mieszkańców, w tym 614 Słowaków, 198 Rusinów.
We wsi znajduje się kościół katolicki pw. św. Michała Archanioła z roku 1778.